# 天神社 (さいたま市中央区)
天神社（てんじんしゃ）は、埼玉県さいたま市中央区の神社。

## 歴史
創建年代は不明である。ただ1816年（文化13年）に鳥居が建てられていることから、少なくとも江戸時代後期には既に存在していたものと推測される。この鳥居は当社氏子の鈴谷村の村民や寺子屋をやっていた妙行寺の筆子（教え子）によって建てられている。
境内には、「日露戦争凱旋記念碑」「耕地整理工事記念碑」「社殿修築記念碑」などの石碑が建てられている。

## 交通アクセス
- 与野本町駅より徒歩8分。